# 新下陆街道
新下陆街道是中华人民共和国湖北省黃石市下陆区下辖的一个街道办事处。

## 行政区划
新下陆街道下辖以下村级行政区划单位：
友谊社区、铜花社区、铜都社区、胜利社区、西花苑社区、新星社区、陆家铺社区、丰山社区、康宁社区、大塘社区、团结社区、神牛社区、老下陆社区和孔雀苑社区。